# (16091) Malchiodi
Pour les articles homonymes, voir Malchiodi.
(16091) Malchiodi est un astéroïde de la ceinture principale.

## Description
(16091) Malchiodi est un astéroïde de la ceinture principale. Il fut découvert le 7 octobre 1999 à Socorro (Nouveau-Mexique) par le projet LINEAR. Il présente une orbite caractérisée par un demi-grand axe de 2,35 UA, une excentricité de 0,19 et une inclinaison de 4,8° par rapport à l'écliptique.

## Compléments